# Radio Free Europe (песня)
«Radio Free Europe» («Радио Свободная Европа») — песня американской рок-группы R.E.M. Эта песня стала их дебютным синглом, вышедшим в 1981 году на независимом лейбле звукозаписи Hib-Tone.
Потом песня была перезаписана, и эта более качественно спродюсированная запись была включена в первый альбом группы — Murmur (вышедший в 1983 году на мейджор-лейбле I.R.S. Records). Песня опять была выпущена как сингл (это был первый сингл с вышеназванного альбома) и достигла 78-го места в США (в чарте Billboard Hot 100).
Песня известна своим не поддающимся расшифровке текстом. Дело в том, что на момент, когда группа записала эту песню, Майкл Стайп не успел его закончить. Как пишет сайт Songfacts, в интервью журналу NME в 1988 году Майкл Стайп охарактеризовал стихи этой песни как абсолютно бессвязное бормотание.

## Премии и признание
В 2004 году журнал Rolling Stone поместил песню «Radio Free Europe» в исполнении группы R.E.M. на 379-е место своего списка «500 величайших песен всех времён». В списке 2011 года песня находилась на 389-м месте.
Кроме того, в 2014 году британский музыкальный журнал New Musical Express поместил песню «Radio Free Europe» в исполнении группы R.E.M. на 212-е место уже своего списка «500 величайших песен всех времён».

## Примечание
1. 1 2  «Radio Free Europe» by R.E.M.: Facts (англ.). Songfacts database[англ.]. Songfacts LLC. Дата обращения: 28 ноября 2023. Архивировано 11 августа 2023 года.
2. ↑  The RS 500 Greatest Songs of All Time : Rolling Stone (англ.). Rolling Stone (2004). Дата обращения: 4 апреля 2017. Архивировано из оригинала 8 февраля 2008 года.
3. ↑  R.E.M., 'Radio Free Europe' — 500 Greatest Songs of All Time (англ.). Rolling Stone. Rolling Stone, LLC. (7 апреля 2011). Дата обращения: 4 апреля 2017. Архивировано 16 мая 2017 года.
4. ↑  New Musical Express : [англ.]. Iss. The 1000 Greatest Albums & Tracks of All Time. — London : Time Inc., 2015. — P. 58. — ISSN 0028-6362. — WD Q118921847.
5. ↑  The 500 Greatest Songs of All Time — 300—201 — NME (англ.). NME.COM (31 января 2014). Дата обращения: 2 июня 2017. Архивировано 30 апреля 2017 года.
6. ↑  Ben Kaye. The Top 500 Songs of All Time, according to NME (англ.). Consequence of Sound. Townsquare Media, Inc.[англ.] (7 февраля 2014). Дата обращения: 3 апреля 2017. Архивировано 12 апреля 2023 года.